# Чирши (Татарстан)
Чирши  (тат. Чыршы) — деревня в Елабужском районе Татарстана. Входит в состав Яковлевского сельского поселения.

## География
Находится в северной части Татарстана на левом берегу Вятки. Расстояние до районного центра города Елабуга приблизительно 29 км.

## История
Основана в XVIII веке. В XVIII веке жители деревни относились к категории ясачных крестьян. С момента своего основания деревня относилась к Зюрейской дороге Казанского уезда. В 1781 году деревня из Казанского уезда Казанской губернии была передана в состав Елабужского уезда Вятской губернии.

## Население
Постоянных жителей было в 1859—415, в 1887—424, в 1905—415, в 1920—489, в 1926—449, в 1938—290, в 1949—242, в 1958—136, в 1970—109, в 1979 — 75, в 1989 — 32. Постоянное население составляло 48 человек (русские 79 %) в 2002 году, 29 в 2010.